# Engelbert II. von Falkenburg

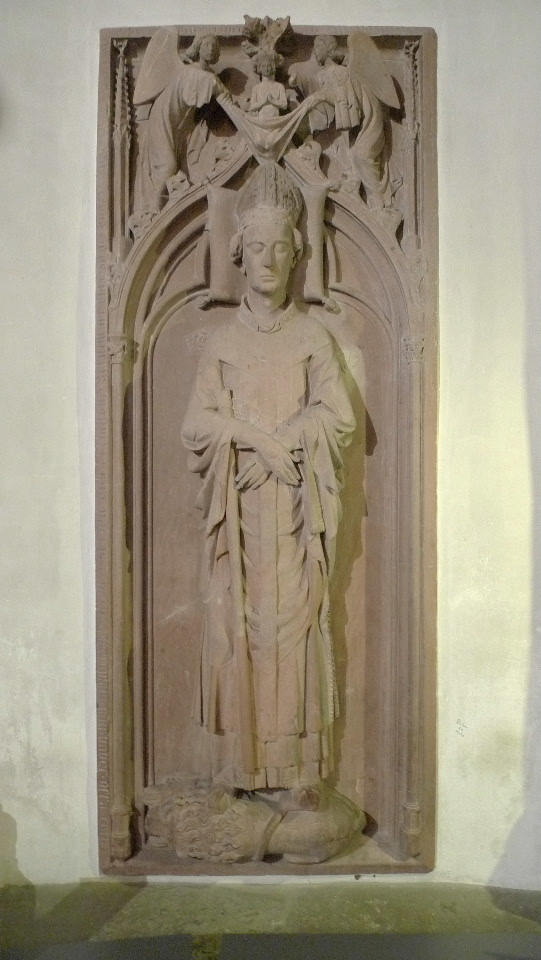
Engelbert II. von Falkenburg – Grabplatte im Bonner Münster (Westchor)

Engelbert von Heinsberg-Valkenburg (* um 1220; † 20. Oktober 1274 in Bonn) war als Engelbert II. von 1261 bis 1274 Erzbischof von Köln.
Er war der jüngste Sohn des Grafen Dietrich I. von Heinsberg und Valkenburg († 1227) aus dessen zweiter Ehe mit Beatrix von Kyrburg, der Tochter des Wildgrafen Gerhard.
Engelbert wurde 1253 Archidiakon in Lüttich und 1257 Dompropst in Köln. Am 2. Oktober 1261 wurde er vom Domkapitel zum Erzbischof gewählt und damit Nachfolger von Konrad von Hochstaden.
Er versuchte seine Macht über Köln dadurch zu festigen, dass er die Patrizier bekämpfte, geriet jedoch 1263 für 20 Tage in Gefangenschaft und wurde 1268 aus der Stadt vertrieben. Er ließ daraufhin eine Residenz in Bonn errichten. 1266 sicherte er urkundlich den Juden von Köln gerechte Behandlung und die ungestörte Benutzung ihres Friedhofes an der Bonner Straße zu. Nach der Niederlage in der Schlacht bei Zülpich am 17. Oktober 1267 wurde Engelbert bis zum 16. April 1271 auf der Burg Nideggen des mit Köln verbündeten Grafen Wilhelm von Jülich gefangengehalten. Mit Hilfe eines Verräters (die Überlieferung nennt den in einem Haus an der Stadtmauer wohnenden „Schuster Havenith“) wurde am 15. Oktober 1268 im Auftrage des Erzbischofs ein Durchlass unter der Stadtmauer gegraben. Der Angriff des mit den herrschenden Kaufmannsfamilien der „Weisen“ rivalisierenden Patriziergeschlechts der Overstolzen erfolgte in der Nacht vom 14. auf den 15. Oktober 1268 (Nacht der „heiligen Mohren“), als die Männer des Erzbischofs an der Ulrepforte in die Stadt einzudringen versuchten. Der Plan wurde jedoch verraten und konnte deshalb vereitelt werden. Damit behielt die Stadt Köln ihre Unabhängigkeit.
Engelbert krönte Rudolf von Habsburg am 24. Oktober 1273 zum deutschen König. 1274 nahm er am Zweiten Konzil von Lyon teil.
Durch seine wenig durchdachte Politik hat Engelbert von Falkenburg wesentlich dazu beigetragen, dass unter seinem Nachfolger Siegfried von Westerburg nach der Schlacht von Worringen im Jahre 1288 die Stadtherrschaft der Kölner Erzbischöfe faktisch beseitigt wurde und sie nicht mehr in Köln residieren durften. Erst unter preußischer Herrschaft konnten die Kölner Erzbischöfe, aber nun als rein kirchliche Amtsträger, wieder in der Stadt residieren.
Engelbert fand seine letzte Ruhe im Bonner Münster.